# Кровавое лето Сэма
«Кровавое лето Сэма» (англ. Summer of Sam) — кинофильм режиссёра Спайка Ли.

## Сюжет
История о реально действовавшем серийном убийце Дэвиде Берковице, совершавшем убийства в Нью-Йорке. В 1977 году отчаянные поиски убийцы полицией не дают никаких результатов. Город в панике, все видят друг в друге маньяка.

## В ролях
| Актёр              | Роль             |
| ------------------ | ---------------- |
| Джон Легуизамо     | Винни            |
| Мира Сорвино       | Дионна           |
| Эдриен Броуди      | Ричи             |
| Дженнифер Эспозито | Руби             |
| Майкл Рисполи      | Джои Ти          |
| Саверио Гуэрра     | Вудсток          |
| Брайан Тарантина   | Бобби дель Фиоре |
| Аль Палагония      | Энтони           |
| Кен Гарито         | Брайан           |
| Бен Газзара        | Луиджи           |
| Майк Старр         | Эдди             |